# Banda Moapa dels indis paiute

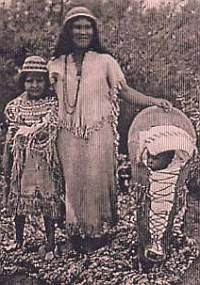
Dona paiute del sud a Moapa

La banda Moapa Band dels indis paiute de la reserva índia del Riu Moapa són una tribu reconeguda federalment dels paiute que viu al sud de Nevada a la Reserva Índia del Riu Moapa. En el passat foren anomenats Moapats i Nuwuvi.

## Art i cultura material
Els Moapa són experts en cistelleria. Tradicionalment porten robes portaven peces de vestir de cuir, fibra de iuca i tela d'escorça de purshia.

## Història
Els Moapa practicaven l'agricultura d'irrigació abans del contacte amb els europeus.
Els Moapa patiren els atacs dels comerciants espanyols d'esclaus en els segles XVIII i principis del XIX.
En 1869, els Estats Units reubicaren els paiute del sud a l'àrea Moapa. Originalment, la totalitat de la conca del riu Moapa i les terres al llarg del riu Colorado (part de l'àrea està sota el Llac Mead) foren assignats als Moapa, però, el 1875 la reserva fou reduïda a 1.000 acres (4 kilòmetres quadrats).
Més tard foren delmats per les malaltia en els anys 1920 i 1930.
En 1941 es va organitzar amb una constitució formal. El 1980, la reserva del riu Moapa es va ampliar, amb prop de 75.000 acres (300 kilòmetres quadrats) afegits.
Les altes taxes d'atur han afectat la reserva i ha causat que alguns dels Moapa es traslladin a altres indrets.

## Reserva
La seva reserva és la Reserva índia del Riu Moapa, situat a prop de Moapa Town, Nevada.